# Aaskever
Aaskevers zijn kevers die leven op of van aas, dode lichamen van grotere dieren en/of mensen. Bij de opvatting volgens deze definitie vormen ze niet een welomschreven taxonomische groep; veel soorten kevers uit vele families en geslachten worden op, bij, of onder lijken aangetroffen.
Van de bekende soorten staan er enkelen als schadelijk bekend, omdat ze vaak bij gebrek aan aas overgaan op plantaardig voedsel en aldus grote schade kunnen toebrengen aan tuin- en landbouwgewassen.
Een meer specifieke betekenis voor de aanduiding aaskever is die voor de soorten van de keverfamilie Silphidae.